# Certificat d'aptitude à l'enseignement aéronautique
Pour les articles homonymes, voir CAEA.
En France, le certificat d'aptitude à l'enseignement aéronautique (CAEA) est délivré conjointement par le ministère de l'Éducation nationale et le ministère chargé de l'aviation civile. Le diplôme est exigé par l'Éducation nationale pour tout encadrement d'activité aéronautique dans le cadre scolaire ou universitaire. Il est également exigible pour l'enseignement du Brevet d'initiation aéronautique (voir le même arrêté). Le CAEA est un diplôme de formation générale de niveau culturel bac + 2,.

## Publics concernés
Il est destiné aux étudiants, maîtres et professeurs ayant suivi une formation aéronautique spécifique dans le cadre initial ou continu (article 1 de l'arrêté du 9 juillet 1999). 
Le titulaire du CAEA peut s'entourer d'intervenants qui lui semblent qualifiés pour son projet pédagogique et qui exercent sous sa responsabilité.

## Examen
L'examen, organisé par les académies, se déroule en fin d'année scolaire (généralement vers la mi-mai voire fin mai).
L'examen du CAEA comprend une épreuve écrite d’admissibilité de 3 heures, et une épreuve orale d’admission. 
Chacune des deux épreuves est notée de 0 à 20, en points entiers. Seuls les candidats ayant obtenu une note supérieure ou égale à 15 (94/125) à l’épreuve d’admissibilité peuvent se présenter à l’épreuve orale d’admission.
L'épreuve écrite d'admissibilité est rédigé sous forme d'un questionnaire à choix multiples (QCM) de 125 questions qui portent sur cinq thèmes (25 points par thème) :
- aérodynamique et mécanique du vol ;
- connaissance des aéronefs ;
- météorologie ;
- navigation et sécurité des vols ;
- histoire de l'aéronautique et de l'espace.

L’épreuve orale d’admission quant à elle se compose de deux parties :
– 1re partie : présentation d’une séance d’enseignement préparant au brevet d’initiation aéronautique à partir d’un sujet proposé par le jury (60 minutes de préparation et 30 minutes de présentation). Durant cette partie, le candidat peut disposer de tous documents, notes ou matériels personnels ;
– 2e partie (durée 30 minutes) : entretien avec le jury qui permet d’approfondir les points qu’il juge utiles. Il permet,  en outre, d’apprécier la capacité du candidat à se représenter la diversité des conditions d’exercice et les obligations incombant à un enseignant responsable de la formation préparant au brevet d’initiation aéronautique.

## Équivalences
Les instructeurs pilotes privés (avion ou vol à voile) ainsi que les instructeurs ULM peuvent obtenir le CAEA par équivalence sous réserve d'un stage complémentaire et d'une attestation délivrée par le délégué académique du CIRAS[Quoi ?].
De plus, les enseignants certifiés de l'éducation nationale et détenant une licence de pilote privé (BB ou PPL(A) ou LAPL) ou bien un brevet ULM sont dispensés à la fois des épreuves d'admissibilité et d'admission. Les pièces justificatives devront cependant être jointes lors de l'inscription à l'examen.
A contrario, les pilotes ULM titulaires du CAEA, ne peuvent pas obtenir la qualification d'instructeur ULM.